# سندالی سینها
سندالی سینها (به انگلیسی: Sandali Sinha) (زاده ۱۱ ژانویه ۱۹۷۳) بازیگر، مدل هندی است.
از فیلم‌هایی که وی در آن نقش داشته‌است می‌توان به تو متعلق به وطن هستی، قفس، بدون تو ۲ اشاره کرد.